# Escola bíblica i arqueològica francesa de Jerusalem
L'Escola bíblica i arqueològica francesa de Jerusalem, EBAF (École biblique et archéologique française de Jérusalem), és una institució francesa d'ensenyament superior i de recerca, fundada i dirigida des de l'Orde de Predicadors, especialitzada en exegesi i arqueologia bíblica.

## Història
L'escola fou fundada el 1890 amb el nom d'École pratique d'études bibliques pel sacerdot dominic Marie-Joseph Lagrange. El 1920 prengué el seu nom actual a conseqüència del reconeixement rebut per l'Académie des inscriptions et belles-lettres française.
En efecte, des de la seva fundació, l'escola ha conduït recerques dels seus dos fronts complementàries a les recerques arqueològiques a Israel i a territoris adjacents i de l'exegesi dels texts bíblics. L'escola es distingeix també en el camp de l'epigrafia, de la lingüística semítica, de l'assiriologia, de l'egiptologia, de la història antiga, geografia i etnografia.
Entre els seus membres més il·lustres, a més del pare Lagrange, hi ha Marie-Émile Boismard, Raymond-Jacques Tournay, Roland de Vaux i Pierre Benoît.
L'escola és habilitada a l'atorgament del Doctorat Canònic en Sagrada Escriptura i publica el periòdic Revue Biblique més enllà dels treballs dels especialistes, però també obres dirigides a un públic més ampli, com la traducció francesa de la Bíblia, l'anomenada Bible de Jérusalem, que reuneix la qualitat literària amb el rigor crític.